# Съри (Канада)
 Тази статия е за канадския град Съри.  За Английското графство Съри вижте Съри.  
Съри е вторият по население град в провинция Британска Колумбия, Канада. Има 517 887 жители (по данни от 2016 г.) и площ от 317,19 км2.
Град е от 1879 г. Получава статут на сити (голям град) през 1993 г.
Преживява много бързо разрастване от 1990-те години, като се очаква да стане най-големият град по население в провинцията, задминавайки Ванкувър, към 2020 – 2030 г. Около 30% от жителите на града не са родени в Канада, като най-голям дял от заселниците се пада на азиатците, които съставляват над 69% през 2011 г.